# Magliano (Fivizzano)
Magliano è una frazione del comune di Fivizzano in provincia di Massa-Carrara. Sorge su una collina che domina la vallata di Aulla, sulla sinistra del torrente Arcinaso.
Signoria dei Malaspina, passò alla Repubblica di Firenze per atto pubblico del 6 marzo 1477.
Il patrono è San Martino ma viene venerato anche San Remigio. La parrocchia nel 1745 contava 116 abitanti, nel 1833 75. Risorsa economica locale è la coltivazione di olive.
È stato residenza e ha visto la giovinezza di Bruno Paolo Cimoli, famoso "menestrello" italo-uruguagio, co-autore del libro "Volere volare".